# Melanoxylum
Genre
Synonymes
- Melanoxylon Schott, var. orthogr[2].

Melanoxylum est un genre de plantes à fleurs dicotylédones de la famille des Fabaceae, sous-famille des Caesalpinioideae, originaire du Brésil, qui comprend deux espèces acceptées. 

## Liste d'espèces
Selon The Plant List (4 novembre 2018) :
- Melanoxylum brauna Schott
- Melanoxylum speciosum Benoist